# Pike County, Indiana
Pike County är ett administrativt område i delstaten Indiana, USA. År 2010 hade countyt 12 845 invånare. Den administrativa huvudorten (county seat) är Petersburg.

## Geografi
Enligt United States Census Bureau så har countyt en total area på 883 km². 870 km² av den arean är land och 13 km² är vatten.

### Angränsande countyn
- Daviess County - nordost
- Dubois County - öst
- Warrick County - söder
- Gibson County - väst
- Knox County - nordväst